# Theristria pallida
Theristria pallida is een insect uit de familie van de Mantispidae, die tot de orde netvleugeligen (Neuroptera) behoort. 
Theristria pallida is voor het eerst wetenschappelijk beschreven door Lambkin in 1986.